# Dogfish Head Brewery
Dogfish Head Brewery est une brasserie installée à Milton, dans le Delaware (États-Unis). Centrée sur la production de bières artisanales aux goûts originaux, elle a connu un développement rapide.

## Historique
La brasserie a été fondée par Sam Calagione, en 1995. Elle produit 8.800 hectolitres de bière par an, et a connu une expansion rapide - la production a augmenté de 400 % entre 2003 et 2006. La brasserie apparaît dans le documentaire Beer Wars, et a fait l'objet d'un sujet de l'émission Brew Masterssur la chaîne Discovery Channel, le 21 novembre 2010. L'établissement tire son nom de la ville de Dogfish Head dans le Maine, où Sam Calagione passait ses vacances d'été quand il était enfant.

## Produits
Dogfish Head produit des bières artisanales aux goûts originaux, voire expérimentaux,. Ainsi la « Liquor de Malt » est une bière de fermentation basse à haut degré d'alcool conditionnée dans une bouteille de grande capacité et vendue dans un sac en papier marron. Certaines bières de Dogfish Head utilisent des ingrédients peu communs, telle la « Raison d'être », une bière blonde aromatisée aux raisins secs. Si la plupart des bières de la brasserie ont un degré alcoolique compris entre 3 % et 7 %, certains produits -comme la « WorldWide Stout », la « 120 Minute India Pale Ale » et la « Strong Ale Fort » aromatisée à la framboise- titrent entre 18 % et 20 %.
Une des bières les plus originales de la brasserie est la "Verdi Verdi Good", produite depuis 2005 et vendue seulement à la pression. Cette bière de couleur verte est brassée avec de la spiruline, un complément alimentaire produit à partir de cyanobactéries (des bactéries autrefois appelées « algues bleu-vert »).
La « Pangaea », brassée depuis 2003, est une strong pale ale de type belge produite à partir d'ingrédients provenant de tous les continents, comme du gingembre cristallisé d'Australie, de l'eau de l'Antarctique ou encore du riz basmati d'Asie.
En tout, ce sont près de 39 variétés de bières qui sont produites par la Dogfish Head Brewery, parmi lesquelles cinq variétés d'IPA, des ales, des lagers, des stouts et des bières aux fruits.